# 勒格罗泰伊附近乌尔贝克
勒格罗泰伊附近乌尔贝克（法語：Houlbec-près-le-Gros-Theil，法語發音：[ulbɛk pʁɛ lə ɡʁo tɛj]）是法国厄尔省的一个旧市镇，位于该省北部偏西，属于贝尔奈区。2017年1月1日，勒格罗泰伊附近乌尔贝克和相邻的另外2个市镇合并为新市镇莱蒙迪鲁穆瓦（Les Monts du Roumois）。

## 地理
勒格罗泰伊附近乌尔贝克（49°15'19"N, 0°49'52"E）面积2.56 平方千米，位于法国诺曼底大区厄尔省，该省份为法国北部内陆省份，北起滨海塞纳省，西接奧恩省和卡爾瓦多斯省，南至厄尔-卢瓦省，东临瓦兹省、瓦兹河谷省和伊夫林省。
与勒格罗泰伊附近乌尔贝克接壤的市镇（或旧市镇、城区）包括：博盖拉尔-德马库维尔、勒博斯克迪泰伊。
勒格罗泰伊附近乌尔贝克的时区为UTC+01:00、UTC+02:00（夏令时）。

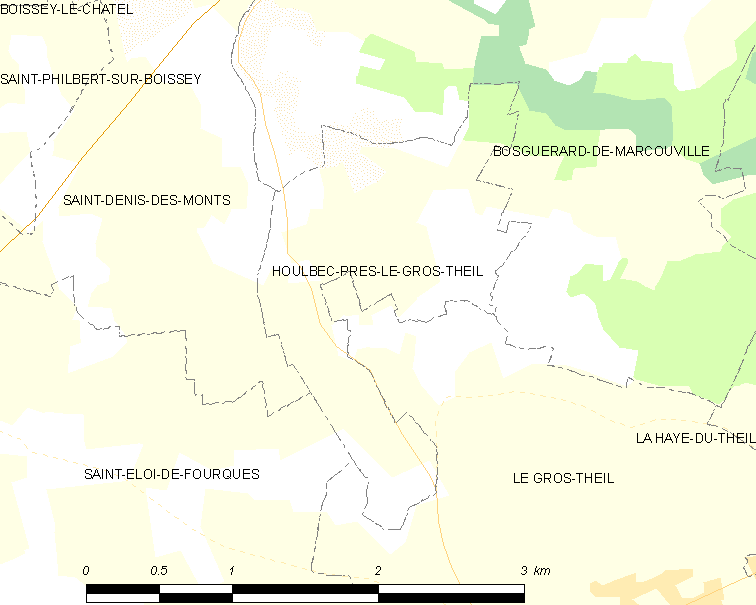
勒格罗泰伊附近乌尔贝克的OSM定位图

## 行政
勒格罗泰伊附近乌尔贝克的邮政编码为27370，INSEE市镇编码为27344。

## 政治
勒格罗泰伊附近乌尔贝克所属的省级选区为大布特鲁尔德县。

## 人口
勒格罗泰伊附近乌尔贝克于2018年1月1日时的人口数量为88人。

1962-2008年间勒格罗泰伊附近乌尔贝克人口变化图示